# Giro del Belgio 1919
Il Giro del Belgio 1919, ottava edizione della corsa, si svolse in cinque tappe tra il 25 maggio e il 7 giugno 1919 per un totale di 1 383 km e fu vinto dal belga Émile Masson.

## Tappe
| Tappa  | Data      | Percorso            | km   | Vincitore di tappa | Leader cl. generale |
| ------ | --------- | ------------------- | ---- | ------------------ | ------------------- |
| 1ª     | 25 maggio | Bruxelles > Gand    | 292  | César Debaets      |                     |
| 2ª     |           | Gand > Liegi        | 289  | Dieudonné Gauthy   |                     |
| 3ª     |           | Liegi > Lussemburgo | 272  | Dieudonné Gauthy   |                     |
| 4ª     |           | Lussemburgo > Namur | 245  | Hector Heusghem    |                     |
| 5ª     | 7 giugno  | Namur > Bruxelles   | 285  | Émile Masson       |                     |
| Totale | Totale    | Totale              | 1383 |                    |                     |

## Dettagli delle tappe

### 1ª tappa
- Bruxelles > Gand – 292 km

Risultati
| Pos. | Corridore       | Squadra     | Tempo     |
| ---- | --------------- | ----------- | --------- |
| 1    | César Debaets   | Individuale | 11h25'42" |
| 2    | Jules Van Hevel | Individuale | ?         |
| 3    | Aloïs Persyn    | Individuale | ?         |

### 2ª tappa
- Gand > Liegi – 289 km

Risultati
| Pos. | Corridore        | Squadra     | Tempo     |
| ---- | ---------------- | ----------- | --------- |
| 1    | Dieudonné Gauthy | Alcyon      | 10h38'59" |
| 2    | Hector Heusghem  | La Sportive | ?         |
| 3    | César Debaets    | Individuale | ?         |

### 3ª tappa
- Liegi > Lussemburgo – 272 km

Risultati
| Pos. | Corridore        | Squadra     | Tempo     |
| ---- | ---------------- | ----------- | --------- |
| 1    | Dieudonné Gauthy | Alcyon      | 10h37'22" |
| 2    | Émile Masson     | Alcyon      | s.t.      |
| 3    | Jules Van Hevel  | Individuale | s.t.      |

### 4ª tappa
- Lussemburgo > Namur – 245 km

Risultati
| Pos. | Corridore       | Squadra     | Tempo    |
| ---- | --------------- | ----------- | -------- |
| 1    | Hector Heusghem | La Sportive | 9h05'14" |
| 2    | Jules Van Hevel | Individuale | ?        |
| 3    | Jacques Coomans | La Sportive | ?        |

### 5ª tappa
- Namur > Bruxelles – 285 km

Risultati
| Pos. | Corridore           | Squadra     | Tempo     |
| ---- | ------------------- | ----------- | --------- |
| 1    | Émile Masson        | Alcyon      | 11h05'40" |
| 2    | Théo Arvent         | Individuale | ?         |
| 3    | Jozef Van Isterdael | Individuale | ?         |

## Classifiche finali

### Classifica generale
| Pos. | Corridore            | Squadra     | Tempo      |
| ---- | -------------------- | ----------- | ---------- |
| 1    | Émile Masson         | Alcyon      | 53h31'07"  |
| 2    | Hector Heusghem      | La Sportive | a 14'12"   |
| 3    | Jules Van Hevel      | Individuale | a 34'45"   |
| 4    | Nestor Rosart        | Individuale | a 41'13"   |
| 5    | Julien Tuytten       | Individuale | a 1.00'11" |
| 6    | Basiel Matthys       | Individuale | a 1.05'51" |
| 7    | Henri Verheyleweghen | Individuale | a 1.11'30" |
| 8    | Léopold Jeanfils     | Individuale | ?          |
| 9    | Léon Despontin       | Individuale | ?          |
| 10   | Joseph Verdickt      | Individuale | ?          |